# باربرا بلوم
باربرا بلوم (بالإنجليزية: Barbara Bloom)‏ هي فنانة أمريكية، ولدت في 11 يوليو 1951 في لوس أنجلوس في الولايات المتحدة.